# Justin Bell
Pour les articles homonymes, voir Bell.
Justin Bell, né le 23 février 1968 à Rustington (Angleterre), est un pilote automobile anglais. Il est le fils du pilote et quintuple vainqueur des 24 heures du Mans, Derek Bell. Il a couru à plusieurs reprises avec son père dans des courses telles que les 24 heures du Mans ou les 24 heures de Daytona. 
Après une carrière réussie au volant, il est passé dans le monde des médias devant la caméra et s'est imposé comme l'un des meilleurs présentateurs d’émissions sur les automobiles aux États-Unis.

## Carrière

### Activités de pilote automobile
Justin Bell a développé sa passion pour la vitesse et la compétition à un âge précoce. Il commence sa carrière en 1988, et depuis cette date a participé à de nombreuses compétitions importantes, comme le Championnat FIA GT2 1997 qu'il remporte au volant d’une Chrysler Viper GTS-R ainsi que les 24 Heures du Mans en catégorie GT2 en 1998, obtenant aussi la deuxième place au Mans et à Daytona en 1999, et deux victoires en SCCA Trans Am.
Avant cela, Justin Bell et son père ont couru ensemble aux 24 Heures du Mans 1992 et aux 24 Heures du Mans 1995. Par ailleurs, Justin Bell a tenté de se qualifier aux 500 miles d'Indianapolis 1996 avec une Lola vieille de 4 ans. 
Justin Bell a couru pour de grands constructeurs automobiles, notamment Saab, Peugeot, Porsche, BMW, Dodge et General Motors. 
En 2000, il a signé avec General Motors en tant que pilote d'usine Corvette Racing.
En 2001-2003, il a couru dans la série Trans Am, remportant deux courses majeures à Houston et sur le Mazda Raceway de Laguna Seca, pour finir par remporter le titre de Rookie of the Year (meilleur débutant de l’année). 

### Enseignement de la conduite et du pilotage
De 2000 à 2004, il avait sa propre école de pilotage qui formait les élèves avec des Chevrolet Corvette.
En 2009, il a fait ses débuts en tant qu'instructeur de conduite pour les célébrités dans l’émission Jay Leno Show, au cours de laquelle il a interviewait les célébrités pour le site Web.

### Activités audiovisuelles
Au début de sa carrière, en parallèle avec ses progrès dans plusieurs disciplines de compétition automobile, Justin Bell est apparu dans divers programmes de télévision. En 1993, il était co-animateur de l'émission télévisée de sport automobile 555 Performance World, diffusée sur le plus grand réseau satellite d'Asie Star TV et vue par plus de 80 millions de téléspectateurs. Cela l'a amené à animer une série en six parties, The International Young Driver of the Year sur la chaîne de télévision de la BBC.
Depuis 2005, Justin Bell a travaillé fréquemment avec Speed Channel (maintenant Fox Sports 1) en tant qu'animateur de diverses émissions de télévision diffusées en direct, telles que Barrett Jackson Auctions, American Le Mans Series, Grand American Racing, IMSA WeatherTech SportsCar Championship, Test Drive et Shut up and Drive.
Justin Bell a cofondé Bell & Ammo avec Nicolai Luul en 2013 pour proposer du contenu audiovisuel original consacré au style de vie automobile. Leur émission principale est The Worlds Fastest Car Show parrainée par eBay Mobile et diffusée sur la chaîne YouTube Motor Trend, qui connaît un certain succès. Nicolai Luul produit et réalise l’émission tandis que Justin Bell l’anime.

## Palmarès
- 1988 : Formule Vauxhall Lotus, 3e
- 1989 : Barber Saab Pro Series, 3e
- 1994 : 24 heures du Mans catégorie GT1, 3e
- 1995 : 24 heures du Mans catégorie GT1, 2e
- 1997 : FIA GT catégorie GT2, champion
- 1998 : 24 heures du Mans catégorie GT2, vainqueur
- 1999 : 24 heures du Mans catégorie GTS, 2e

### Résultats complets aux 24 Heures du Mans
| Année | Écurie                                     | Co-équiper                     | Voiture                | Catégorie | Tours | Class. gén. | Class Catégorie |
| ----- | ------------------------------------------ | ------------------------------ | ---------------------- | --------- | ----- | ----------- | --------------- |
| 1991  | Euro Racing                                | Shunji Kasuya                  | Spice SE88P            | C2        | -     | DNQ         | DNQ             |
| 1992  | ADA Engineering                            | Tiff Needell Derek Bell        | Porsche 962C GTi       | C3        | 284   | 12e         | 5e              |
| 1994  | Rent-A-Car Racing Team Luigi Racing        | René Arnoux Bertrand Balas     | Dodge Viper RT/10      | LM GT1    | 273   | 12e         | 3e              |
| 1995  | Harrods Mach One Racing David Price Racing | Andy Wallace Derek Bell        | McLaren F1 GTR         | GT1       | 296   | 3e          | 2e              |
| 1996  | Viper Team Oreca                           | Dominique Dupuy Perry McCarthy | Chrysler Viper GTS-R   | GT1       | 96    | DNF         | DNF             |
| 1997  | Viper Team Oreca                           | Pierre Yver John Morton        | Chrysler Viper GTS-R   | GT2       | 278   | 14e         | 5e              |
| 1998  | Viper Team Oreca                           | David Donohue Luca Drudi       | Chrysler Viper GTS-R   | GT2       | 317   | 11e         | 1er             |
| 1999  | Viper Team Oreca                           | Tommy Archer Marc Duez         | Chrysler Viper GTS-R   | GT2       | 318   | 12e         | 2e              |
| 2000  | Corvette Racing                            | Ron Fellows Chris Kneifel      | Chevrolet Corvette C5R | LM GTS    | 326   | 11e         | 4e              |

### IRL IndyCar Series
| Année | Écurie                 | Chassis  | Moteur | 1   | 2   | 3        | Rang | Points |
| ----- | ---------------------- | -------- | ------ | --- | --- | -------- | ---- | ------ |
| 1996  | Tempero–Giuffre Racing | Lola T92 | Buick  | WDW | PHX | INDY Wth | -    | 0      |